# Weston McKennie
Weston McKennie   (Little Elm, 28 d'agost de 1998) és un futbolista estatunidenc que juga com a migcampista per la Juventus FC de la Serie A de la Lliga italiana de futbol d'Itàlia. També és internacional absolut amb la selecció dels Estats Units.

## Internacional
Després de jugar amb la selecció de futbol sub-17 dels Estats Units, la sub-19 i la sub-20, finalment va debutar amb la selecció absoluta el 14 de novembre de 2017. Ho va fer en un partit amistós contra Portugal que va finalitzar amb un resultat d'empat a un després del gol de Vitorino Antunes per Portugal, i del propi McKennie per al combinat nord-americà.